# Температурна стратифікація водойм
Стратифікація, температурне шарування — шарування вод у водоймах, зумовлене різницею густини.

## Причини
Особливу модифікуючу роль у стратифікації відіграє властивість густини води, у зв'язку з чим при температурі 3,98 °C вона є максимально густою на 1,0 г/мл. Холодніша так само як і тепліша вода має тим меншу густину, чим більше її температура відхиляється від 3,98 °C.
У зв'язку з цим виникають виштовхувальні сили, котрі призводять до того, що у стані спокою відповідно специфічно легша вода розташовується над густішою. Таким чином утворюється обумовлене температурою шарування густин, котру переважно виділяють як «температурне шарування». Таке шарування звісно може бути модифікованим іншими факторами, котрі впливають на густину води у реальній водоймі. Це — здебільшого розчинені у воді тверді речовини та гази.
Температури води підпорядковуються постійним змінам через отримання та виділення тепла водоймою. Найважливіші фактори:
- Нагрівання від глобального випромінювання, що складається із сонячного світла та інфрачервоного розсіяного випромінювання атмосфери.
- Втрата тепла через інфрачервоне випромінювання (теплове випромінювання, залежить від температури поверхні).
- Втрата тепла через випаровування води.
- Втрата тепла через безпосередню передачу тепла повітрю («тепло, що відчувається»).

Такий теплообмін підпорядковується добовим, а також і річним циклам. Так само циклічно відбуваються й зміни у температурному шаруванні.